# Dikestjärnen, Hälsingland
Dikestjärnen är en sjö i Ljusdals kommun i Hälsingland och ingår i Ljusnans huvudavrinningsområde.